# Musaler
Musaler (armeniska: Մուսալեռ) är en by nära Zvartnots internationella flygplats, i Armavirprovinsen i Armenien. Orten namnändrades 1971 efter Musa ler, där väpnat motstånd skedde under det armeniska folkmordet 1915.
Musaler ligger 864 meter över havet och hade 2.323 invånare 2012.

## Fotogalleri

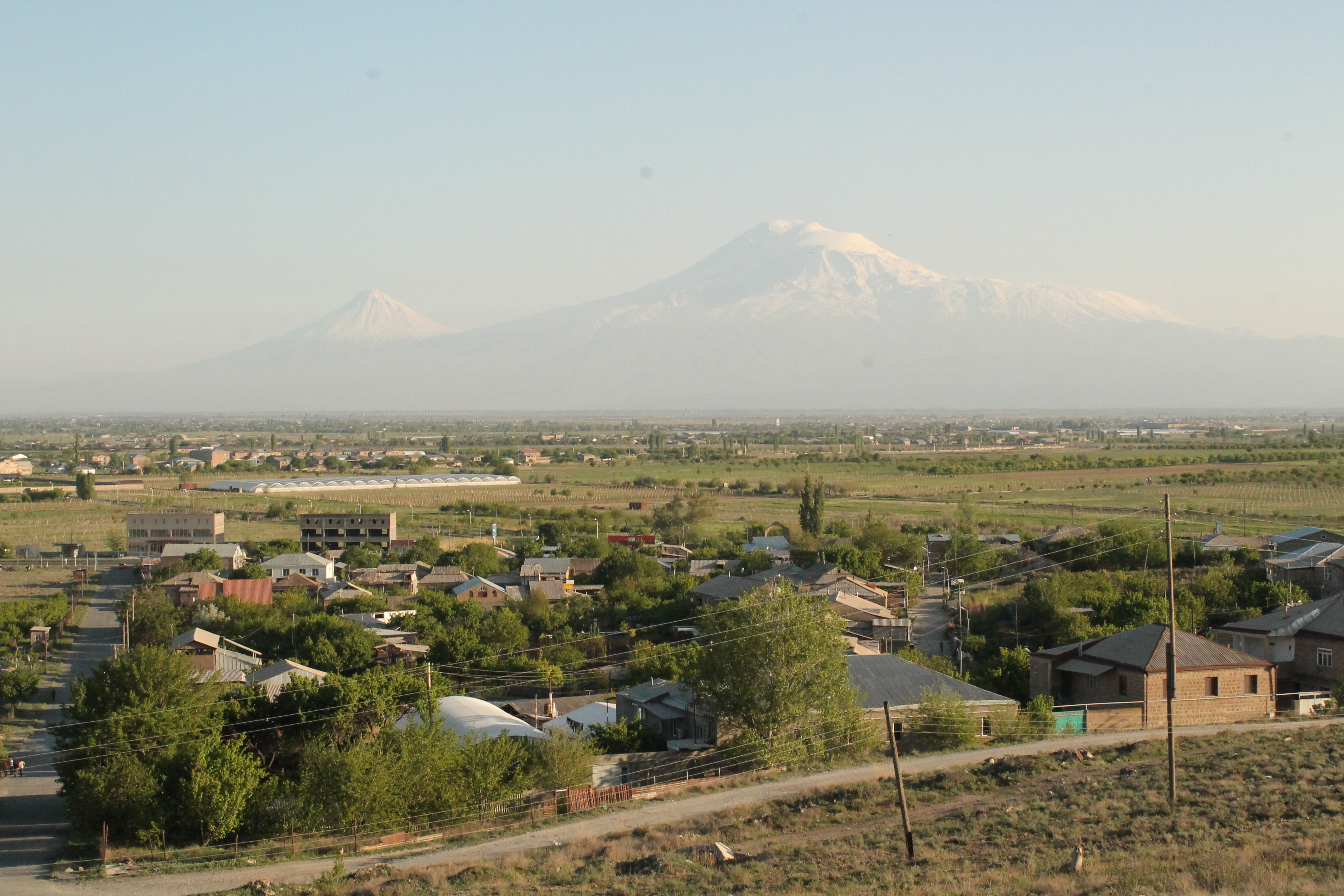
Byn Musaler
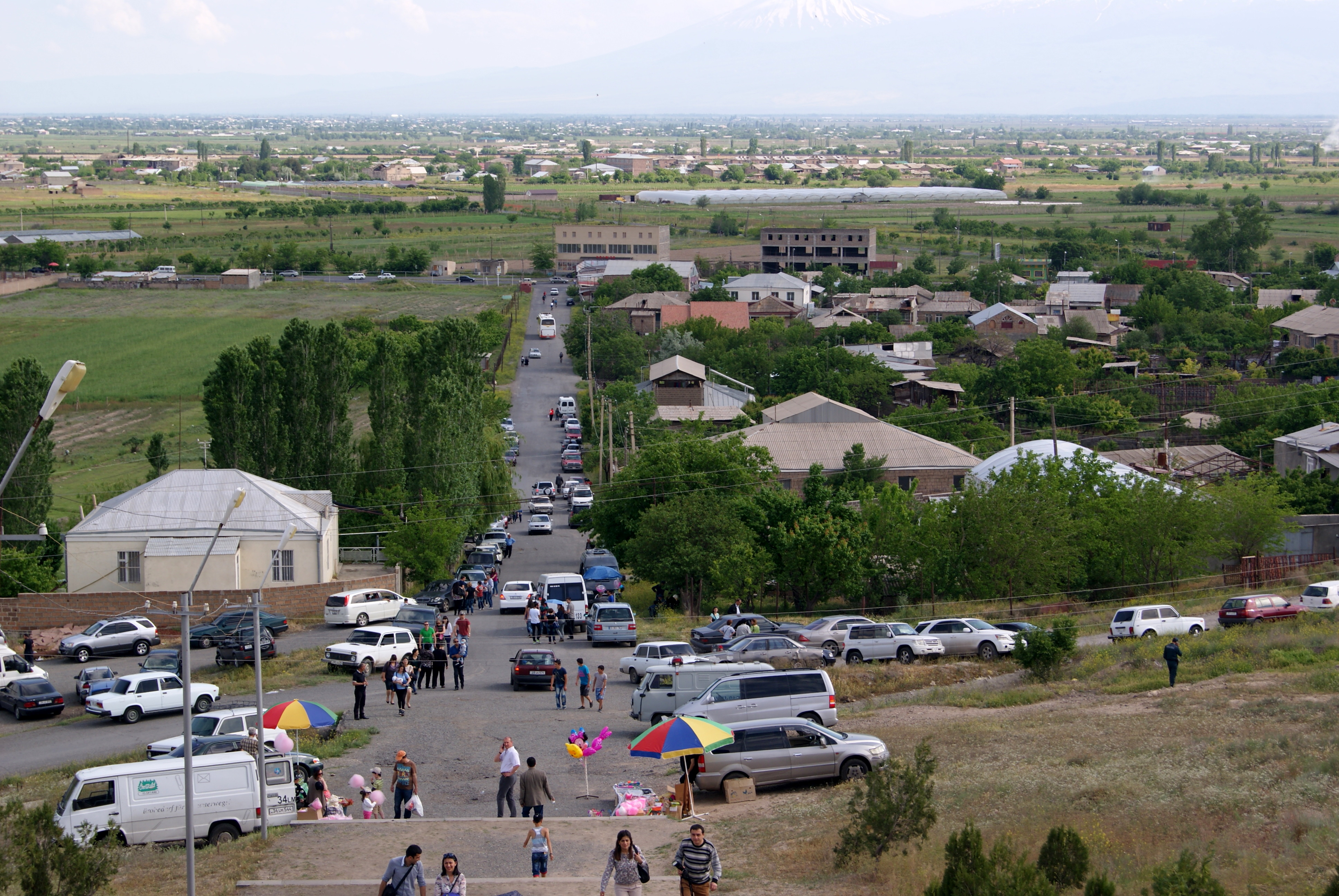
Arbat i Musaler
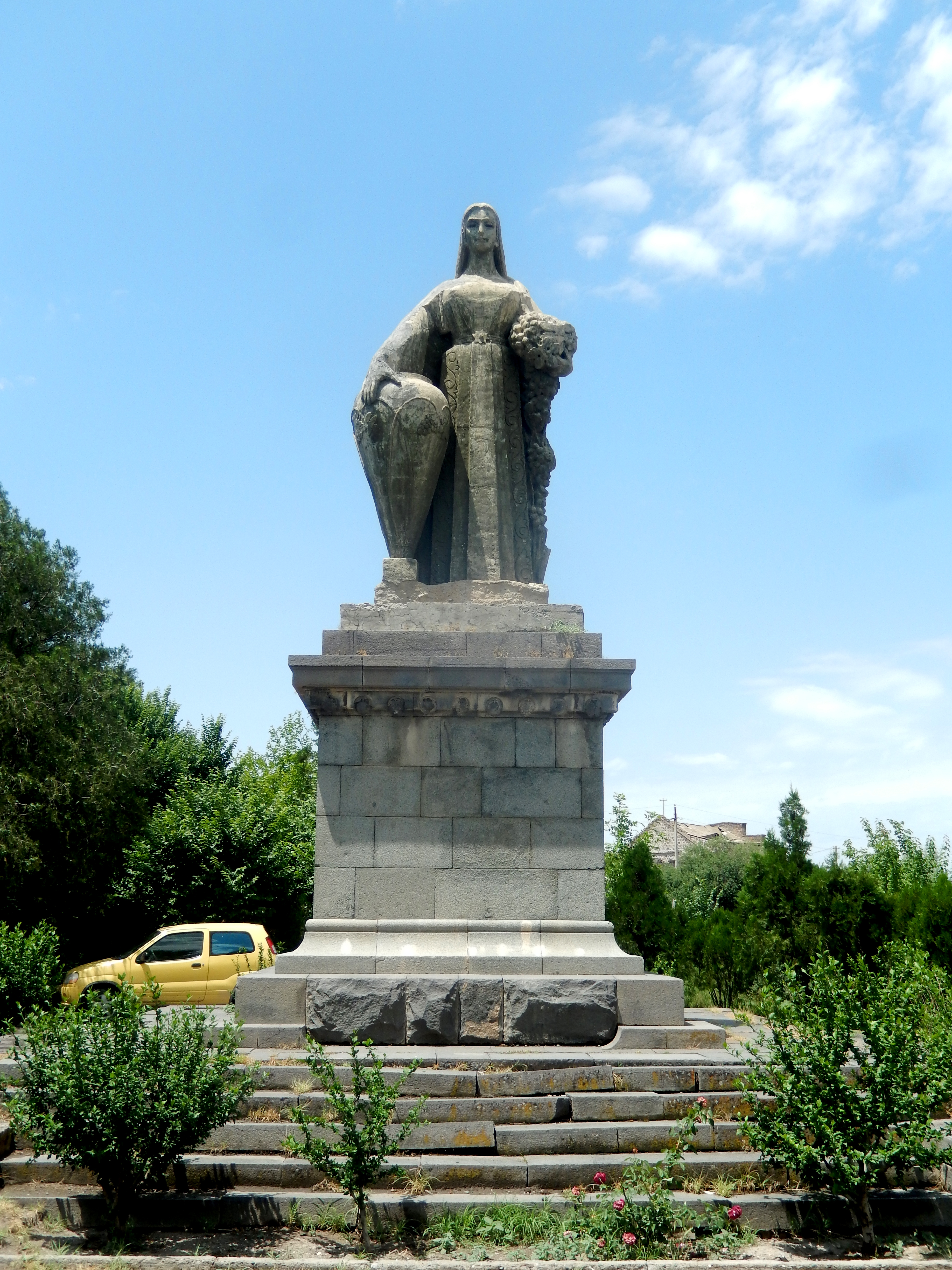
Minnesmärke